# Egremont (Cumbria)
Egremont è un paese di 3.707 abitanti della contea del Cumbria, in Inghilterra.